# ثوم السفوح النرجسي
ثوم السفوح النرجسي هو أحد أنواع الثوم البرية